# 흑겨자
흑겨자(학명: Brassica nigra 브라시카 니그라[*])는 배추과의 한해살이풀이다.

## 분포
아시아, 아프리카, 유럽에 분포한다. 동아시아(중국), 중앙아시아(카자흐스탄), 서남아시아(레바논, 시리아, 아프가니스탄, 이라크, 이란, 이스라엘, 키프로스, 터키), 캅카스(아르메니아), 남동유럽(그리스, 루마니아, 마케도니아, 몬테네그로, 보스니아 헤르체고비나, 불가리아, 세르비아, 알바니아, 크로아티아), 동유럽(러시아, 몰도바, 벨라루스, 우크라이나), 중앙유럽(독일, 스위스, 슬로바키아, 슬로베니아, 오스트리아, 체코, 폴란드, 헝가리), 서유럽(네덜란드, 벨기에, 아일랜드, 영국), 남유럽(스페인, 이탈리아, 프랑스), 북아프리카(리비아, 모로코, 알제리, 이집트, 튀니지), 북동아프리카(에리트레아, 에티오피아)가 원산지이다.

## 사진 갤러리

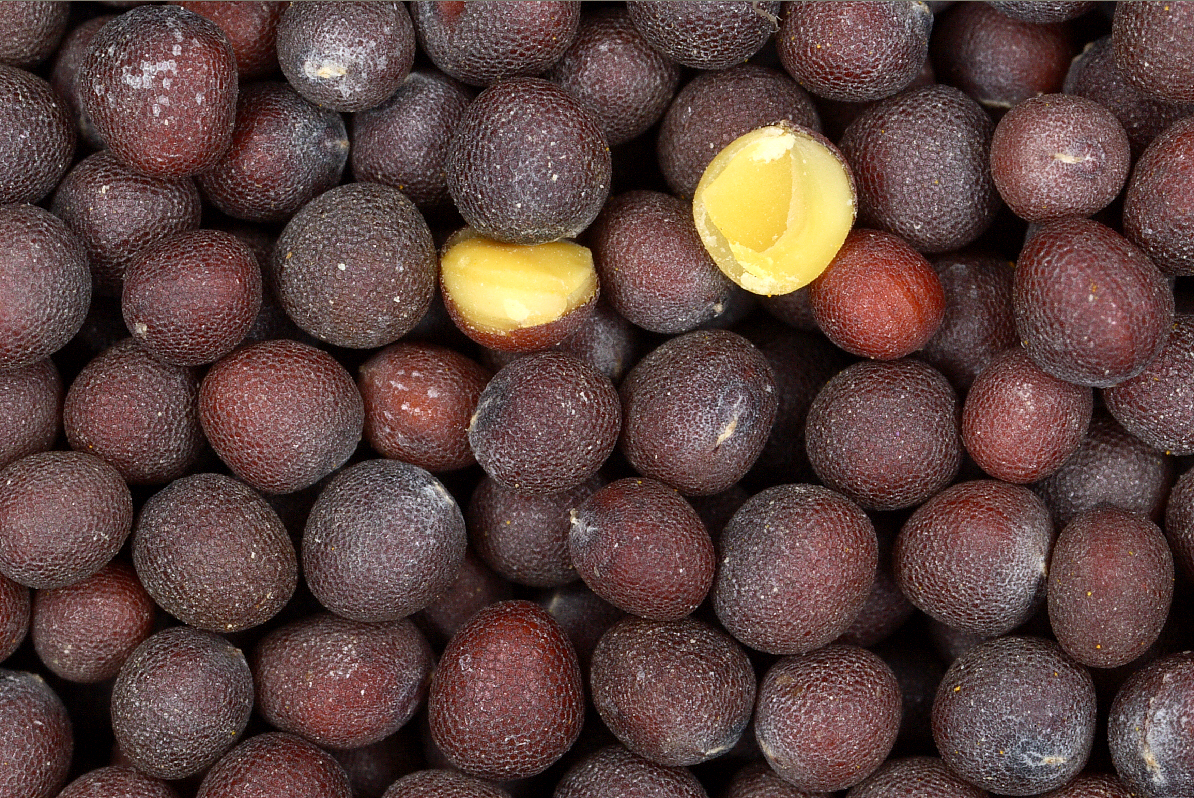
겨자 씨

## 같이 보기
- 겨자